# Сассун, Филип
Сэр Филип Альберт Гюстав Дэвид Сассун, 3-й баронет (4 декабря 1888 — 3 июня 1939) — британский политик, коллекционер произведений искусства и известная фигура, развлекавший многих знаменитых гостей в своих домах, особняке Порт-Лимпн, Кент, и Трент-парке, Северный Лондон. Он служил штабным офицером во время Первой мировой войны, с июля 1914 года по ноябрь 1918 года.

## Семья
Сассун был членом известной еврейской семьи Сассун и семьи Ротшильдов. Он родился в особняке своей матери на авеню де Мариньи в Париже. Его отцом был сэр Эдвард Альберт Сассун, 2-й баронет (1856—1912), член парламента, сын Альберта Абдуллы Дэвида Сассуна (1818—1896). Его матерью была Алин Каролина (1867—1909), дочь барона Гюстава Самуэля де Ротшильда. Его сестрой была Сибил Сассун, вышедшая замуж за маркиза Чамли. Он был двоюродным братом военного и поэта Зигфрида Сассуна. Он происходил из банкирской семьи Франкфурта. Когда ему было всего девятнадцать лет, его прадед Джеймс Ротшильдбыл отправлен в Париж, чтобы основать семейный бизнес во Франции. Когда он умер в 1868 году, он был похоронен на кладбище Пер-Лашез. Его ветвь семьи Сассун-Ротшильд сохранила еврейскую веру, жертвовала еврейским благотворительным организациям и основывала синагоги.
Его прадед Дэвид Сассун был заключен в тюрьму в Багдаде в 1828 году, а в 1832 году он основал свой бизнес David Sassoon & Co. в Бомбее. Он воспользовался британским правлением, чтобы вернуться в Багдад для торговли. В конце концов семья открыла головной офис на Лиденхолл-стрит, 12 в Лондоне и филиал компании в Манчестере. Сассуны стали ассимилированными евреями, одеваясь, действуя и думая как англичане. Братья Сассун, Дэвид и Альберт, были друзьями принца Уэльского и создали бренд Black Horse. Бизнес пришёл с титулом баронета из Кенсингтон Гор. Его отец купил Shorncliffe Lodge в Сэндгейт-Кент, где жил его кузен Майер Ротшильд, член Палаты общин. Его отец не был успешным скамейке запасных, но политическое влияние оказало глубокое влияние на молодого Филипа.
Он получил образование в подготовительной школе Фарнборо и Итоне, прежде чем поступить в Оксфорд. Старый итонец Артур Бальфур порекомендовал ему Дискуссионный клуб. Его отец также был дружен с Фрэнсис Хорнер, женой сэра Джона Хорнера, давнего друга Уильяма Гладстона, жившего в поместье Меллс в Сомерсете. Хозяин его дома был членом тайного общества либералов « Молодые апостолы». Также ближайшим современником был Осберт Ситуэлл, йоркширец и писатель. Французский ученый, он выучил язык на уроках в Виндзорском замке. Сассуна обучал эстетике Генри Люксмур, который преподавал представление о философии и социальном реализме. Однако он решил читать современную историю в Крайст-чёрч, Оксфорд. Он был одним из 25 студентов-евреев, но был приглашен в Буллингдонский клуб. Он присоединился к Йоменри Восточного Кента, ещё учась в Оксфорде, и получил звание второго лейтенанта.
Филип Сассун был избран в парламент в 1912 году. После смерти своего родственника Дэвида Губбая (1865—1928) Сассун стал председателем семейной компании David Sassoon & Co., хотя его участие в управлении ею было лишь номинальным. Однако он продолжал оставаться акционером.
Биография 2016 года «Зачарованные жизни: феноменальный мир Филипа Сассуна», написанная Дамианом Коллинзом, его преемником на посту члена парламента от Хайта, содержит много дополнительной информации о Сассуне. Резюме The Guardian включает этот комментарий:

Сассун наслаждался остроумными сплетнями, но никогда не был злобным. Говорил он отрывисто, шепеляво, любил отдыхать в синем шелковом смокинге и тапочках из шкуры зебры. У него были непостоянные, капризные увлечения молодыми людьми, с которыми он вскоре наскучил, но он искренне ценил друзей и держал внутренний двор из пожилых, образованных, ироничных холостяков. Его сексуальность занимала центральное место в его характере и деятельности, но во многих воспоминаниях о нем никогда не было ни намека на сексуальную активность. Ненавистно думать, что он был настолько сублимирован, как кажется. Его неугомонность и фатализм, печально известные среди его друзей, убили его в возрасте 50 лет в 1939 году: хотя его врачи прописали ему постельный режим после вирусной инфекции, он метался в ненужных развлечениях, пока его тело не выздоровело.

## Первая мировая война
Филип Сассун служил личным секретарем фельдмаршала сэра Дугласа Хейга во время Первой мировой войны с 1915 по 1918 год. Сассун присутствовал на встрече 1 декабря 1914 года в замке Демон в Мервиле во Франции, когда король Георг V и Эдуард Принц Уэльский встретились с Раймоном Пуанкаре, президентом Франции, и генералами Жозефом Жоффром, Фердинандом Фошем и сэром Генри Роулинсоном. Союзники продемонстрировали свою решимость бороться с Германией и центральными державами. Из-за его «многочисленных социальных и политических связей» Сассун, в то время второй лейтенант в Королевском Ист-Кентском Йоманри, присутствовал при исполнении служебных обязанностей. Квадратная бронзовая табличка, посвященная этому событию, была продана с аукциона в 2012 году.

## Политическая карьера

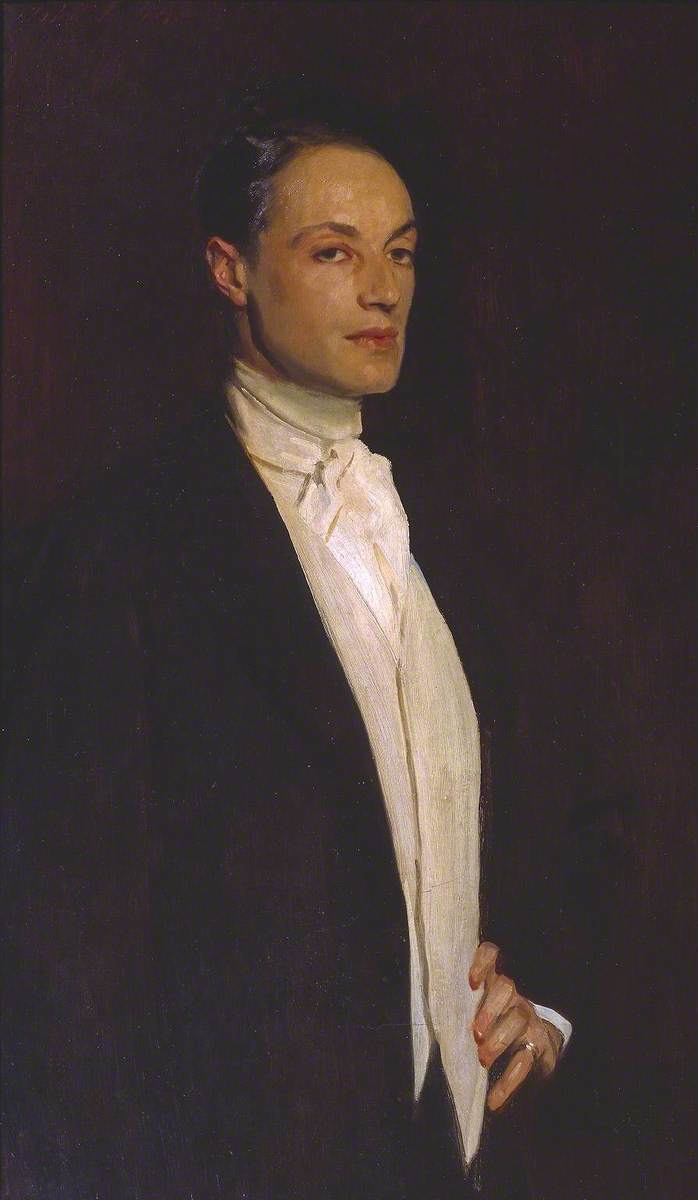
Сэр Филип Сассун, Джон Сингер Сарджент, 1923 год.

Он был членом парламента от Консервативной партии от Хайта с 1912 года, сменив своего отца. Будучи депутатом, он выступал за авиацию и в 1919 году купил собственный самолёт. В должности заместителя министра авиации он продвигал гражданские авиаперевозки.
Сассун был личным парламентским секретарем Дэвида Ллойд Джорджа в 1920 году. В период с 1924 по 1929 год, а затем с 1931 по 1937 год он занимал должность заместителя государственного секретаря по вопросам авиации и приобрел большую известность в политических кругах. В 1929 году он был назначен тайным советником по случаю роспуска. В 1937 году он стал первым уполномоченным по работам и занимал этот пост до своей смерти в возрасте пятидесяти лет, два года спустя.
Он боготворил принца Уэльского и поддерживал короля во время кризиса отречения от престола в 1936 году. Согласно обзору биографии 2016 года, «он хотел международного мира любой ценой и убедил себя, что обещания Гитлера надежны».

## Трент-Парк
У него была репутация одного из величайших хозяев в Великобритании. Хотя у него был дом на Парк-лейн, Сассун договорился с Гербертом Бейкером спроектировать для него ещё один дом в 1912 году, Порт-Лимпн в Кенте. (Десятилетия спустя он стал парком диких животных Порт-Лимпн.) „Это было уникальное здание, итальянское и мавританское по своему влиянию, построенное для сластолюбца чувств, который хотел, чтобы его комнаты представляли собой восторженную смесь ярких, экзотических цветов и наполнен сочным ароматом цветов. Формальная территория в Порт-Лимпне была похожа на голливудскую версию Тосканы“, — говорится в кратком изложении его биографии за 2016 год.
Он также владел Трент-парком и нанял Филипа Тилдена, чтобы он в значительной степени перестроил этот особняк, расположенный в Кокфостерсе. Стилистические различия между двумя домами иллюстрируют изменения во вкусах членов британского высшего общества того периода. В Трент-парке был ландшафт, спроектированный Хамфри Рептоном, но существующий дом был викторианским и ничем не примечательным. Сассун приказал снести или изменить викторианские пристройки, за исключением западного служебного крыла, между 1926 и 1931 годами. Выступающие крылья были добавлены к входному (южному) фасаду. Эти модификации привели к большому особняку в раннем георгианском стиле. Согласно одному отчету, он стал одним из домов эпохи, „мечтой из другого мира — лакеи в белых халатах, подающие бесконечные блюда богатой, но вкусной еды, герцог Йоркский, возвращающийся с гольфа … Уинстон Черчилль спорит о чайные чашки с Джорджем Бернардом Шоу, лорд Бальфур, дремлющий в кресле, Рекс Уистлер, поглощенный своей картиной… в то время как сам Филип порхал от группы к группе, бдительный, бдительный, влиятельный, но ненавязчивый постановщик — все на фоне смешанных роскошь, простота и неформальность, блестяще придуманные…“
Эта атмосфера, как предположил Клайв Эслет, представляла собой полный поворот от прежней экстравагантности Сассуна в Порт-Лимпне к тому, что Эслет назвал „оценкой английской сдержанности“. По словам Кристофера Хасси, Трент Сассун уловил „это неопределенное и неуловимое качество, дух загородного дома… суть прохладных, цветочных, ситцевых, элегантных, ненавязчивых комнат, которые возникают в сознании, когда мы думают о загородных домах“.
Сассун проводил раскопки рва Камлет в Трент-парке в 1920-х годах и, как сообщается, нашёл дубовые балки, которые составляли основу подъемного моста, римские туфли и кинжалы, а также мозаичные плитки, изображающие рыцаря верхом на белом коне. Также были найдены фундаменты большого каменного здания. Английское наследие возобновило раскопки в 1999 году.

## Особняк Порт-Лимпн
Ни сногсшибательные интерьеры, ни экстравагантные сады особняка Порт-Лимпн нельзя назвать ни в коей мере „сдержанными“ или даже „английскими“. Фактически, один рецензент биографии Сассуна 2016 года назвал его „сибаритским особняком“. Марк Жируар писал о „спокойном хорошем вкусе, ожидаемом от деревенского джентльмена“, против которого Филипп, возможно, раздражался в молодые годы, очевидно, разрываясь между стандартами Country Life и Metro-Goldwyn-Mayer. Его столовая в стиле Ballets Russes в Порт-Лимпне с лазуритомстены, опаловый потолок, стулья с золотыми крыльями и нефритово-зелеными подушками, увенчанные фризом с полураздетыми африканцами, наводят на мысль о посторонней самоуверенности Ротшильда и открытого гея.
Филип Тилден добавил холостяцкое крыло с мавританским двориком, который леди Хонор Чэннон (жена Чипса) недоброжелательно сравнила с испанским борделем , для размещения молодых летчиков с близлежащего летного поля Ромни-Марш — среди прочих увлечений сэра Филипа сам летчик — и двойные бассейны Тилдена и монументально классическая садовая лестница были во многом в том же театральном духе.
Одним из частых гостей был Лоуренс Аравийский.

## Полет

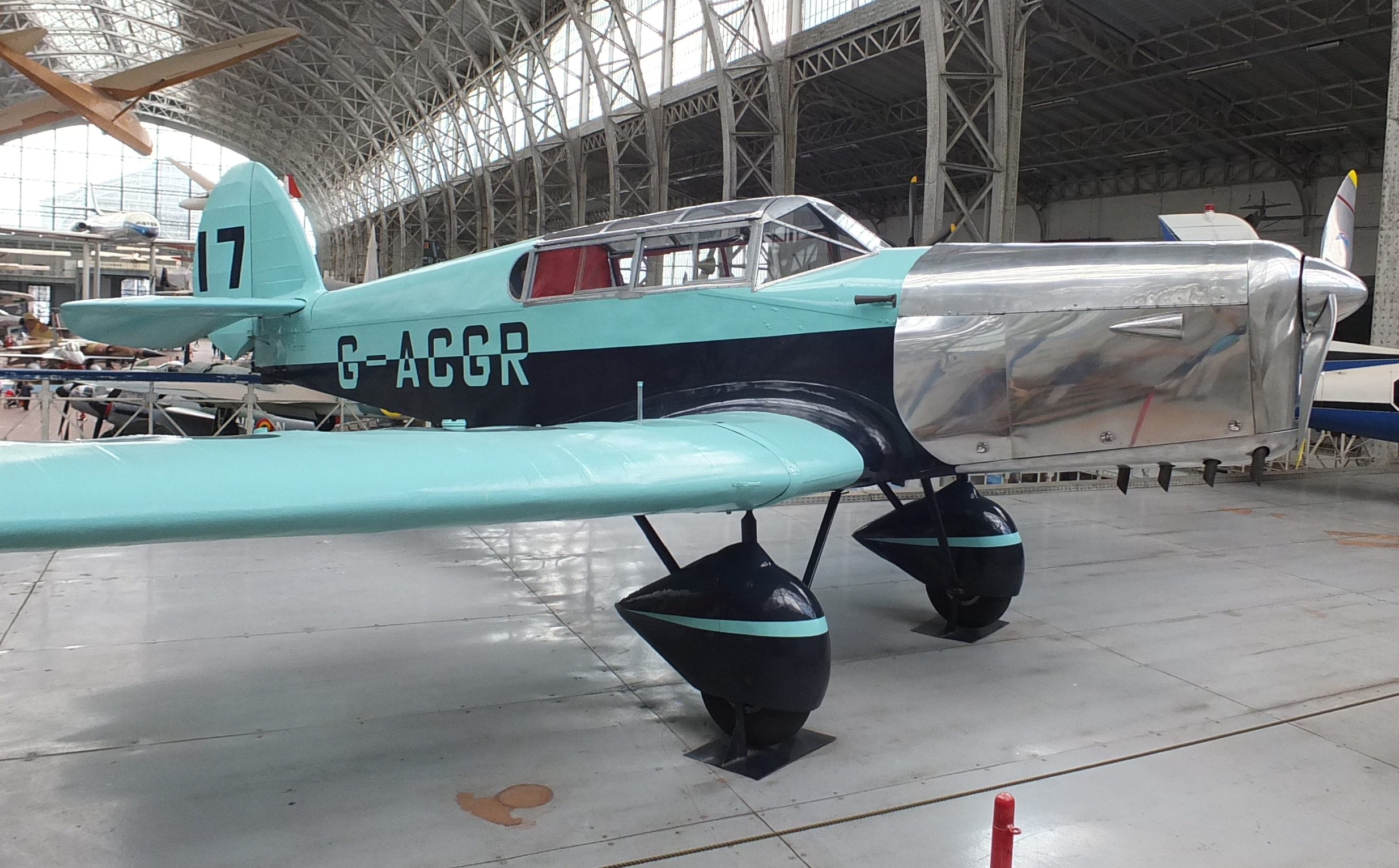
D.2 Gull Four (G-ACGR), выставленный в Брюссельском военном музее в довоенных цветах и с гоночным номером, на котором Сассун пилотировал его в гонке на Кубок Короля 1933 года.

В качестве министра авиации Сассун был почетным командиром 601-й эскадрильи (графство Лондон) . Отряд получил прозвище „Эскадрилья миллионеров“, потому что, как сообщалось, в нём было шесть миллионеров. В 1932 году он был в восторге от нового моноплана Percival Gull и заказал собственную модель с шестицилиндровым двигателем Napier Javelin 111 и салоном, отделанным красной кожей. На этом роскошном автомобиле Gull Four G-ACGR (в настоящее время выставленном в Брюссельском военном музее) он участвовал в Королевском кубке и гонке Folkestone Aero Trophy. Позже он стал владельцем первого Персиваля Буревестника.двухмоторный моноплан, завершенный в 1938 году. В качестве заместителя министра авиации Сассун провел первую общую инспекцию британских зарубежных авиабаз, летая на Blackburn Iris. Впоследствии он написал „Третий маршрут“, опубликованный Heinemann в 1929 году, в котором рассказывается история развития воздушного маршрута из Англии в Индию.

## Ордена и награды
Филип Сассун был назначен кавалером Ордена Святого Михаила и Святого Георгия (CMG) в 1917 году. 7 октября 1919 года было объявлено, что Сассун был награждён французским Военным крестом „за выдающиеся заслуги в ходе кампания“. В 1923 году он стал кавалером Большого креста Ордена Британской империи (GBE).
В 2012 году набор украшений Филипа Сассуна был продан на аукционе. Награды включали Орден Британской империи, сделанный придворным ювелиром Гаррардом, значок на шее CMG, также от Garrard, звезда 1914—1915; Британская военная медаль и Медаль Победы; Юбилейная медаль 1935 года и коронационная медаль 1937 года; орден Почетного Легиона (Франция), орден Французского Колониального Ордена Чёрной Звезды (Франция); Орден Короны (Бельгия); Военный крест (Франция) и Военный крест (Бельгия).

## Искусство
Он был председателем попечительского совета Национальной галереи с 1933 по 1935 год, а в качестве министра работ в 1930-х годах отвечал за украшение многих памятников и парков Лондона. Как коллекционер Филип Сассун, как и многие Ротшильды, был в основном увлечен английским и французским XVIII веком, но он также собирал современных художников, таких как Джон Сингер Сарджент и Уильям Орпен. Лампа из стеклянной мечети мамулук, когда-то принадлежавшая Сассуну, находится в коллекции Музея Калуста Гюльбенкяна в Лиссабоне, Португалия.

## Личная жизнь
Говорят, что Филип Сассун вёл открыто гомосексуальную жизнь. По словам рецензента биографии Сассуна 2016 года, „его личная жизнь была чем-то, что он закрыл от мира“. Среди его личных бумаг было только одно интимное письмо, адресованное „Джеку“, попутчику. Рецензент добавляет: „Несмотря на его многочисленных друзей-геев и бисексуалов, вдали от богемных кругов“ это все ещё было запретной темой (гомосексуальные акты были незаконны). Следовательно, Сассун считался загадочной одинокой фигурой». Другой рецензент предположил, что «Его сексуальность была центральной в его характере и деятельности, но во многих воспоминаниях о нем никогда не было ни намека на сексуальную активность» .

## Смерть
Филип Сассун скончался 3 июня 1939 года в возрасте 50 лет от осложнений гриппа . Он оставил имущество на сумму 1 980 892 фунтов стерлингов (что эквивалентно 130 658 410 фунтов стерлингов в 2021 году), на которое был уплачен посмертный долг в размере около 800 000 фунтов стерлингов. Его двоюродная сестра Ханна Губбей (1885—1968), вдова Дэвида Губбая, была основным бенефициаром, унаследовав Порт-Лимпн, Трент-Парк и ренту в размере 11000 фунтов стерлингов (что эквивалентно 725 553 фунтам стерлингов в 2021 году).
После смерти Сассуна его друг Ноэль Кауард описал его как «явление, которое никогда не повторится». По словам биографа Дамиана Коллинза, «я думаю, что, поскольку он умер всего за три месяца до начала Второй мировой войны, он стал частью той потерянной золотой эры; война закрыла главу в этом».